# Boukoumbé
Boukoumbé – miasto w Beninie, w departamencie Atakora. Położone jest około 440 km na północny zachód od stolicy kraju, Porto-Novo, w pobliżu granicy z Togo. W spisie ludności z 11 maja 2013 roku liczyło 22 386 mieszkańców.